# Slime and Punishment
Slime and Punishment è il sesto album discografico in studio del gruppo musicale thrash metal Municipal Waste, pubblicato nel 2017.

## Tracce
1. Breathe Grease – 1:49
2. Enjoy the Night – 0:49
3. Dingy Situations – 1:39
4. Shrednecks – 2:16
5. Poison the Preacher – 2:01
6. Bourbon Discipline – 2:31
7. Parole Violators – 2:30
8. Slime and Punishment – 2:22
9. Amateur Sketch – 1:45
10. Excessive Celebration – 1:29
11. Low Tolerance – 2:21
12. Under the Waste Command – 1:50
13. Death Proof – 2:52
14. Think Fast – 2:30

## Formazione
- Tony Foresta - voce
- Ryan Waste - chitarra, voce
- Phil Hall - basso, voce
- Nick Poulos - chitarra
- Dave Witte - batteria